# Якоб фон Райнек
Якоб фон Райнек (на немски: Jakob von Rheineck; † 1500/1501) е бургграф на замък Райнек на Рейн при Брайзиг в Рейнланд-Пфалц.

## Произход
Той е най-малкият син на бургграф Дитрих фон Райнек († 1471) и съпругата му Метца фон Изенбург († 1470). Брат е на Йохан фон Райнек († пр. 1509) и Дитрих фон Райнек † сл. 1505).
Фамилията „фон Райнек“ измира със син му Якоб фон Райнек през 1539 г.

## Фамилия
Якоб фон Райнек се жени за Йоханета фон Даун († сл. 1511), дъщеря на рейнграф Йохан V фон Щайн, вилдграф цу Даун-Кирбург, граф фон Салм († 1495) и Йоханета фон Салм-Оберсалм († 1496). Те имат двама сина:
- Якоб фон Райнек (* пр. 1503; † октомври 1539), бургграф на Райнек, рицар, женен I. за Вилхелма фон Айненберг († 1512/1516), II. пр. 1504 г. за Елизабет фон Крихинген (* пр. 1516; † 15 февруари 1584), няма деца
- Йохан фон Райнек († 1548), неженен

Вдовицата му Йоханета фон Даун се омъжва втори път 1501 г. за Филип Байсел фон Гимних († сл. 1516).